# Piptocarpha
 Piptocarpha  R.Br., 1817 è un genere di piante angiosperme dicotiledoni della famiglia delle Asteraceae.

## Etimologia
Il nome scientifico del genere è stato definito per la prima volta dal botanico Robert Brown (1773-1858) nella pubblicazione " Observations on the Natural Family of Plants Called Compositae" ( Observ. Compositae 121) del 1817.

## Descrizione

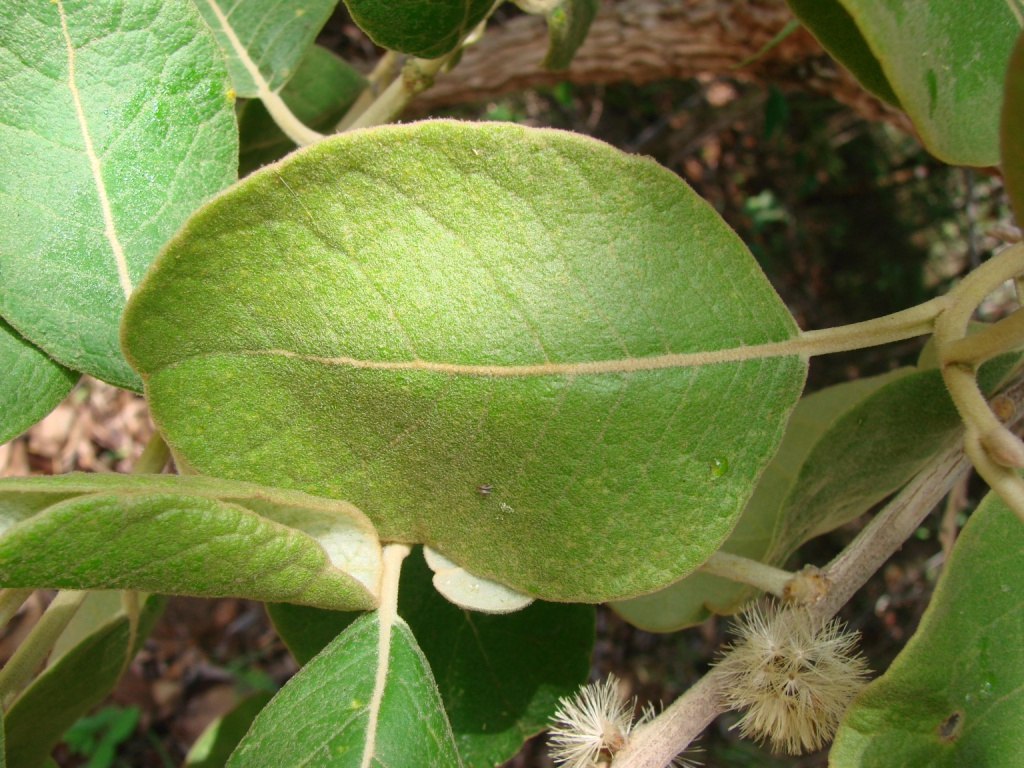
Le foglie
Piptocarpha rotundifolia

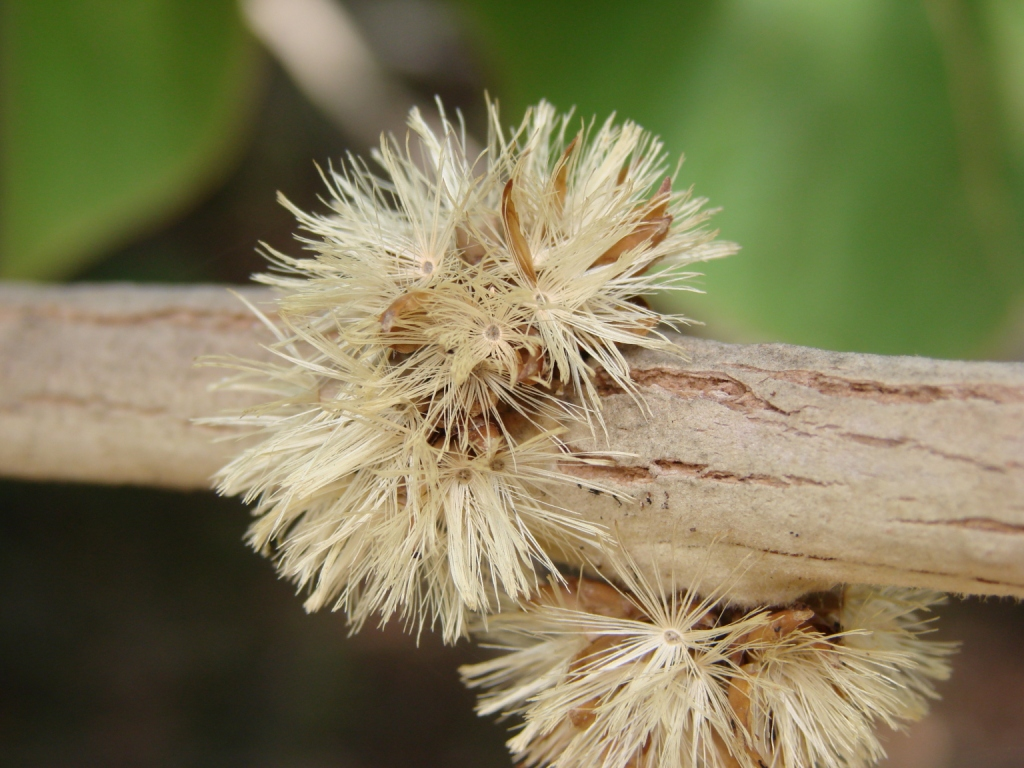
I frutti
Piptocarpha rotundifolia

L'habitus di queste piante è di tipo arbustivo rampicante o arboreo con ricca ramificazione; sono presenti anche portamenti tipo vite. In queste specie è presente una pubescenza per peli di tipo stellato o lepidote. Gli organi interni contengono lattoni sesquiterpenici.
Le foglie lungo il caule sono disposte sia in modo opposto che in modo alternato. La forma della lamina varia da ellittica a oblunga oppure rotonda. I margini sono interi. Le venature della pagina fogliare sono di tipo pennato. In alcuni casi il picciolo è lobato o alato.
Le infiorescenza, terminali oppure ascellari, sono composte da capolini in agglomerati di vario tipo. In alcuni casi le infiorescenze sono sottese da brattee fogliose. I capolini (sessili o peduncolati) sono composti da un involucro formato da 18 - 30 brattee embricate in 3 - 4 serie che fanno da protezione al ricettacolo sul quale s'inseriscono i fiori tubulosi. Le brattee dell'involucro sono per lo più decidue. Il ricettacolo è privo di pagliette.
I fiori, da 3 a 20 per capolino, sono tetra-ciclici (ossia sono presenti 4 verticilli: calice – corolla – androceo – gineceo) e pentameri (ogni verticillo ha in genere 5 elementi). I fiori sono inoltre ermafroditi e actinomorfi (raramente possono essere zigomorfi).
- Formula fiorale:

*/x K {\displaystyle \infty }, [C (5), A (5)], G 2 (infero), achenio
- Calice: i sepali del calice sono ridotti ad una coroncina di squame.
- Corolla: le corolle sono formate da un tubo terminante in 5 lobi a volte fortemente ricurvi;  la gola a volte è poco evidente, in altri casi è allargata; il colore varia da lavanda a bianco; la superficie può essere sia pubescente che glabra.
- Androceo: gli stami sono 5 con filamenti liberi e distinti, mentre le antere sono saldate in un manicotto (o tubo) circondante lo stilo.[10] Le antere, sagittate, sono caudate (le code sono sclerificate). Le appendici delle antere sono sclerificate e glabre. Il polline è tricolporato (con tre aperture sia di tipo a fessura che tipo isodiametrica o poro), è echinato (con punte) ma non "lophato".[11]
- Gineceo: lo stilo è filiforme e provvisto di nodi. Gli stigmi dello stilo sono due divergenti e smussati con la superficie stigmatica posizionata internamente (vicino alla base). La pubescenza è del tipo a spazzola con peli smussati o settati.[12] L'ovario è infero uniloculare formato da 2 carpelli.

I frutti sono degli acheni con pappo. Gli acheni, a forma da cilindrica a prismatica e con 3 - 5 coste (non sono bicornuti), hanno la superficie glabra. All'interno si può trovare del tessuto di tipo idioblasto e rafidi allungati; non è presente il tessuto tipo fitomelanina. Il pappo, pluriseriato, è formato da setole capillari.

## Biologia
- Impollinazione: l'impollinazione avviene tramite insetti (impollinazione entomogama tramite farfalle diurne e notturne).
- Riproduzione: la fecondazione avviene fondamentalmente tramite l'impollinazione dei fiori (vedi sopra).
- Dispersione: i semi (gli acheni) cadendo a terra sono successivamente dispersi soprattutto da insetti tipo formiche (disseminazione mirmecoria). In questo tipo di piante avviene anche un altro tipo di dispersione: zoocoria. Infatti gli uncini delle brattee dell'involucro si agganciano ai peli degli animali di passaggio disperdendo così anche su lunghe distanze i semi della pianta.

## Distribuzione e habitat
Le piante di questo gruppo sono distribuite in America tropicale.

## Tassonomia
La famiglia di appartenenza di questa voce (Asteraceae o Compositae, nomen conservandum) probabilmente originaria del Sud America, è la più numerosa del mondo vegetale, comprende oltre 23.000 specie distribuite su 1.535 generi, oppure 22.750 specie e 1.530 generi secondo altre fonti (una delle checklist più aggiornata elenca fino a 1.679 generi). La famiglia attualmente (2021) è divisa in 16 sottofamiglie.

### Filogenesi
Le piante di questo gruppo appartengono alla sottotribù Piptocarphinae descritta all'interno della tribù Vernonieae Cass. della sottofamiglia Vernonioideae Lindl.. Questa classificazione è stata ottenuta ultimamente con le analisi del DNA delle varie specie del gruppo. Da un punto di vista filogenetico in base alle ultime analisi sul DNA la tribù Vernonieae è risultata divisa in due grandi cladi: Muovo Mondo e Vecchio Mondo. I generi di Piptocarphinae appartengono al clade relativo all'America.
La sottotribù, e quindi i suoi generi, si distingue per i seguenti caratteri:
- le foglie basali non sono né di tipo ericoide e neppure embricate;
- la disposizione delle foglie lungo il caule è sia opposta che alternata;

- i capolini in genere hanno pochi fiori (meno di 20).

Altre caratteristiche, ritenute in passato più significative, come le punte smussate dei peli dello stilo e i peli stellati, ora sono considerate caratteristiche secondarie o “deboli”.
In precedenza la tribù Vernonieae, e quindi la sottotribù (Piptocarphinae) di questo genere, era descritta all'interno della sottofamiglia Cichorioideae. Alle analisi del DNA la sottotribù appare parafiletica e con le sottotribù Vernoniinae, Lepidaploinae e Elephantopinae forma un "gruppo fratello".
I caratteri distintivi per le specie di questo genere ( Piptocarpha) sono:
- il portamento delle specie di questo genere è arbustivo rampicante o arboreo;
- le code delle antere sono sclerificate, smussate o taglienti;
- in genere le brattee involucrali sono decidue;

Il numero cromosomico delle specie di questo genere è: 2n = 34.

### Elenco delle specie
Questo genere ha 52 specie:
- Piptocarpha angustifolia Dusén ex Malme
- Piptocarpha asterotricha  (Poepp.) Baker
- Piptocarpha atratoensis  Cuatrec.
- Piptocarpha auyantepuiensis  Aristeg.
- Piptocarpha axillaris  (Less.) Baker
- Piptocarpha barbata  Volet & Semir
- Piptocarpha barrosoana  G.Lom.Sm.
- Piptocarpha boyacensis  Cuatrec.
- Piptocarpha brasiliana  Cass.
- Piptocarpha canescens  Gleason
- Piptocarpha cardenasii  Pruski
- Piptocarpha densifolia  G.Lom.Sm.
- Piptocarpha geraldsmithii  H.Rob.
- Piptocarpha gustavo-valerioana  G.Lom.Sm.
- Piptocarpha gutierrezii  Cuatrec.
- Piptocarpha isotrichia  (DC.) Cabrera & Vittet
- Piptocarpha jauaensis  Aristeg. & Steyerm.
- Piptocarpha jonesiana  G.Lom.Sm.
- Piptocarpha klugii  H.Rob.
- Piptocarpha lechleri  (Sch.Bip.) Baker
- Piptocarpha leprosa  (Less.) Baker
- Piptocarpha longipedunculata  Volet
- Piptocarpha lucida  (Spreng.) Benn. ex Baker
- Piptocarpha lundiana  (Less.) Baker
- Piptocarpha macropoda  (DC.) Baker
- Piptocarpha matogrossensis  H.Rob.
- Piptocarpha megaphylla  Cabrera
- Piptocarpha notata  Bakerv
- Piptocarpha oblonga  (Gardner) Baker
- Piptocarpha opaca  Baker
- Piptocarpha organensis  Cabrera
- Piptocarpha poeppigiana  (DC.) Baker
- Piptocarpha polycephala  Baker
- Piptocarpha prancei  G.Lom.Sm.
- Piptocarpha pyrifolia  Baker
- Piptocarpha quadrangularis  (Vell.) Baker
- Piptocarpha ramboi  G.Lom.Sm.
- Piptocarpha ramiflora  (Spreng.) Baker
- Piptocarpha regnellii  (Sch.Bip.) Cabrera
- Piptocarpha richteri  Cuatrec.
- Piptocarpha riedelii  Baker
- Piptocarpha robusta  G.M.Barroso
- Piptocarpha rotundifolia  Baker
- Piptocarpha sellovii  (Sch.Bip.) Baker
- Piptocarpha steyermarkii  Aristeg.
- Piptocarpha stifftioides  H.Rob.
- Piptocarpha subcorymbosa  G.Lom.Sm.
- Piptocarpha tetrantha  Urb.
- Piptocarpha tomentosa  Baker
- Piptocarpha triflora  Benn. ex Baker
- Piptocarpha vasquezii  H.Rob.
- Piptocarpha verticillata  (Vell.) G.Lom.Sm. ex H.Rob.

### Sinonimi
Sono elencati alcuni sinonimi per questa entità:
- Carphobolus Schott ex Sch.Bip.
- Monanthemum  Griseb.
- Vanillosma  Spach